# Freycinet-Nationalpark
Der Freycinet-Nationalpark (englisch Freycinet National Park) ist ein Nationalpark an der Ostküste des australischen Bundesstaates Tasmanien. Bekannt ist er neben den schroffen Granitformationen vor allem auch durch die Wineglass Bay.

## Geographie
Der Park befindet sich hauptsächlich auf der Freycinet-Halbinsel an der Nordostküste Tasmaniens, schließt aber auch etwas nördlicher gelegene Küstenteile und die an der Südspitze der Halbinsel gelegene Schouten-Insel mit ein. Das nächstgelegene Dorf ist Coles Bay, die nächste größere Stadt Swansea.

## Geologie
Den vorherrschenden Gesteinstyp bildet Granit aus dem Devon. Orthoklas und Feldspat verleihen zusätzlich eine charakteristisch rosafarbene Tönung. Die Westseite der Insel Schouten besteht aus jurassischem Dolerit.

## Geschichte
Im Jahr 1642 segelte Abel Tasman die tasmanische Ostküste entlang und benannte die Insel Schouten nach einem Direktor der Niederländischen Ostindien-Kompanie.
Die Freycinet-Halbinsel ist nach dem französischen Seefahrer Louis de Freycinet benannt, der unter dem Kommando von Nicholas Baudin 1802/03 Vandiemensland (das heutige Tasmanien) erkundete. Die ersten Jahre der europäischen Siedlungsgeschichte im Gebiet des heutigen Nationalparks und der Great Oyster Bay waren vor allem durch Walfang sowie Zinn- und Kohlebergbau geprägt.
Der Nationalpark wurde am 29. August 1916 gegründet und ist zusammen mit dem Mount-Field-Nationalpark der älteste Nationalpark Tasmaniens. Heute bildet der Tourismus die mit Abstand wichtigste Einnahmequelle.

## Flora und Fauna

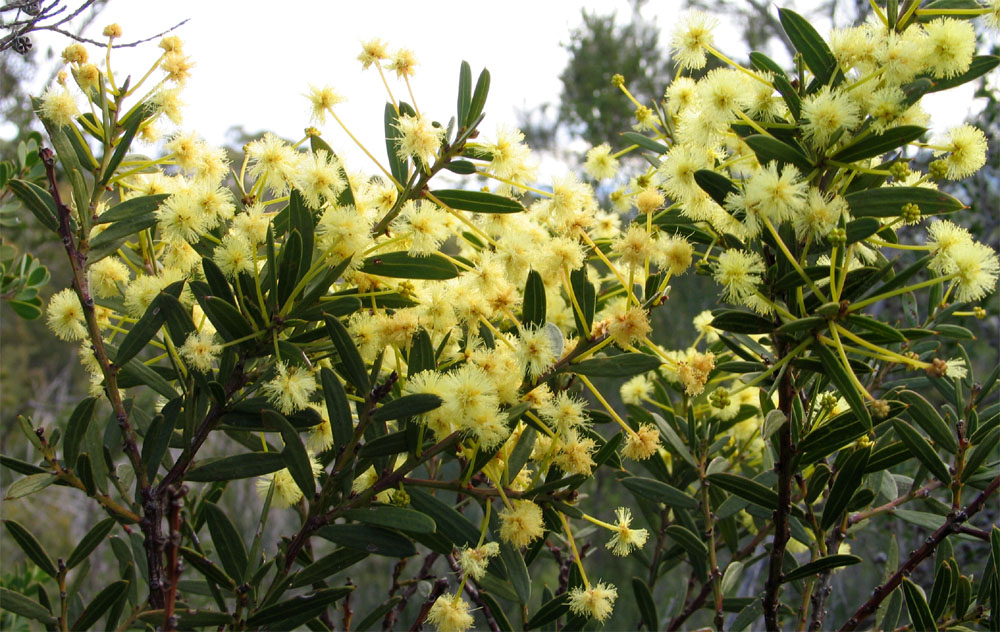
Blühender Akazienstrauch
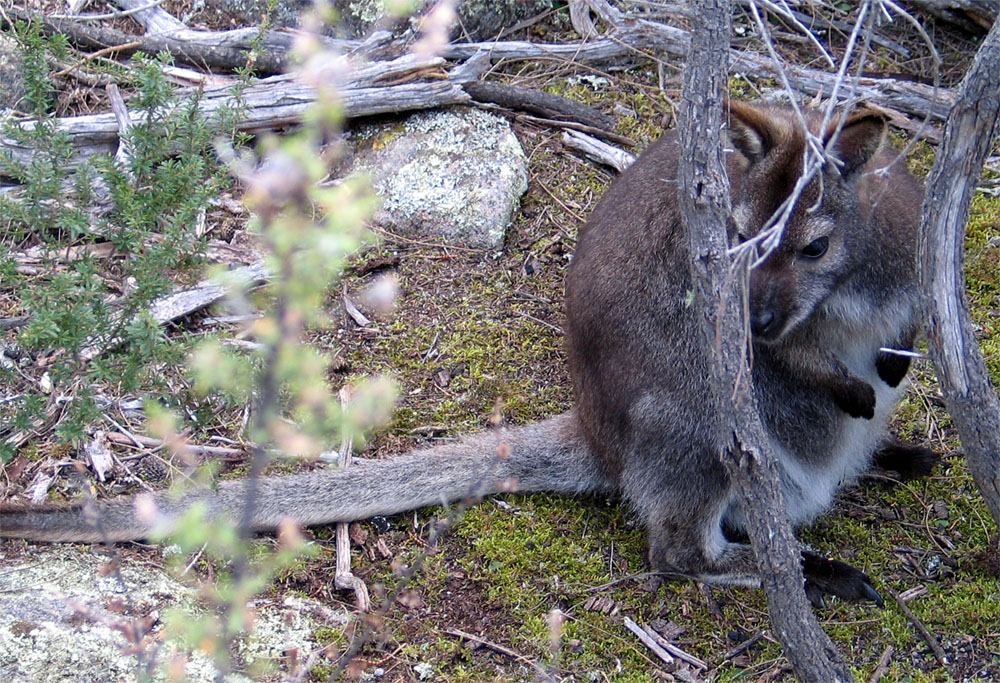
Bennetts Wallaby
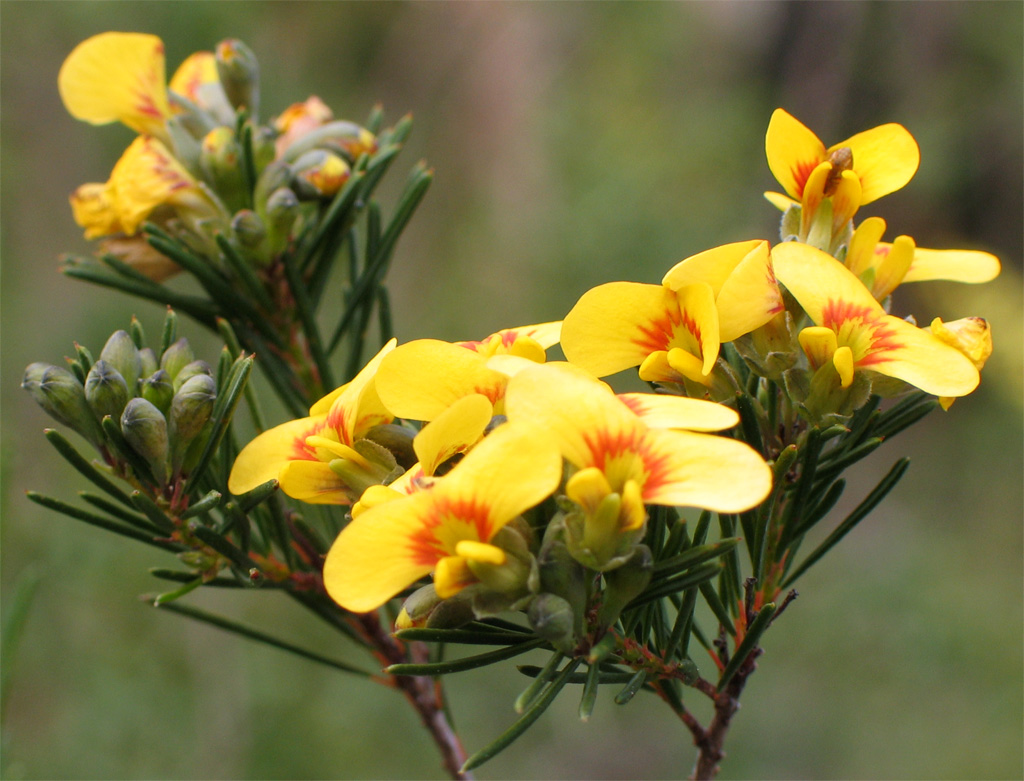
Frühling im Freycinet-Nationalpark